# Margarita de Austria, reina de Bohemia
Margarita de Austria (en alemán: Margarethe von Österreich; 1204 - 29 de octubre de 1266) fue duquesa de Austria, reina consorte de Alemania desde 1225 hasta 1235 por su primer matrimonio con Enrique VII de Alemania, y reina consorte de Bohemia desde 1253 hasta 1260 por su segundo matrimonio con el rey Ottakar II de Bohemia.

## Vida
Margarita nació en 1204. Era la hija mayor de Leopoldo VI de Austria (Babenberg) y Teodora Angelina, de la familia imperial bizantina. También era la hermana mayor de Federico II de Austria, el último de los duques de la casa de Babenberg. Federico murió sin hijos en 1246, dejando una crisis sucesoria.

### Primer matrimonio
El 29 de noviembre de 1225 en la Ciudad Imperial de Núremberg, Margarita de 21 años se casó con Enrique II de Suabia, hijo de Federico II Hohenstaufen y su primera mujer, Constanza de Aragón y de Castilla. Enrique había sido elegido Rex romanorum (rey de los romanos) en 1222. La coronación de Margarita como reina de los romanos tuvo lugar el 23 de marzo de 1227 en la catedral de Aquisgrán. Margarita y Enrique tuvieron dos hijos: Enrique (fallecido en 1242/1245), y Federico (fallecido en 1251/1252).
En 1235, Enrique se rebeló contra su padre, pero fue derrotado y destronado. El Emperador Federico II lo confinó en varios castillos de Apulia, donde Enrique murió en 1242. Margarita se retiró al Monasterio Dominicano en Tréveris, y en 1244 se trasladó a Wurzburgo, donde vivió en reclusión en la Abadía de San Marcos.

### Segundo matrimonio
El 11 de febrero de 1252, en el castillo de Hainburg an der Donau, Margarita se casó con el nuevo duque de Austria, un príncipe bohemio que al año siguiente (1253) alcanzó el trono como Otakar II de Bohemia. Ella tenía aproximadamente veintiséis años más que él. En virtud del Privilegium Minus, este matrimonio le permitió a Otakar reclamar los ducados de Austria y Estiria. Margarita era la heredera más cercana al último duque. Los partidarios austriacos la proclamaron Duquesa de Austria como sucesora de su hermano el duque Federico, cuya herencia había estado bajo disputa, y recientemente (1248-50) en manos de Herman VI de Baden como duque por los derechos de la sobrina de Margarita, Gertrudis de Austria. Los administradores de Otakar gobernaron los ducados en nombre de Margarita y Otakar.
Margarita no podía ya tener hijos y se divorció de Otakar en 1260; él se casó con una mujer más joven, Cunigunda de Eslavonia. El heredero rival era el hijo de Gertrudis, el joven Federico I de Baden (1249-68), en cuyo nombre pedían los austriacos los derechos de los Babenberg contra el rey Otakar.
Margarita dejó Bohemia y regresó a su nativa Austria después del divorcio. Vivió en Krumau am Kamp, pasando los inviernos en Krems. Después del divorcio, se hizo llamar Romanorum quondam Regina ("antigua reina de los romanos"); sin embargo, mantuvo el título de ducissa Austrie et Stirie ("duquesa de Austria y Estiria"). En 1266, cambió su título a quondam filia Livpoldi illustris ducis Austrie et Stirie et Romanorum Regina ("hija de Leopoldo, duque de Austria y Estiria, y antigua reina de los romanos") en referencia a su padre.

### Muerte
Margarita murió el 29 de octubre de 1266, a los 61 o 62 años de edad, en Krumau am Kamp. Antes de su muerte, pidió ser enterrada en la Abadía de Lilienfeld, junto a su padre.
Otakar mantuvo Austria, Estiria, el ducado de Carintia y Carniola, afirmando ser el heredero designado por Margarita en su acuerdo de divorcio. Mantuvo los ducados hasta ser desposeído de ellos por el rey Rodolfo I de Habsburgo en 1276.